# (9056) Piskunov
(9056) Piskunov est un astéroïde de la ceinture principale.

## Description
(9056) Piskunov est un astéroïde de la ceinture principale. Il fut découvert le 1er mars 1992 à La Silla par le programme UESAC. Il présente une orbite caractérisée par un demi-grand axe de 2,80 UA, une excentricité de 0,05 et une inclinaison de 2,7° par rapport à l'écliptique.

## Compléments